# Itemirus
Itemirus is een geslacht van theropode dinosauriërs, behorend tot de groep van de Tetanurae, dat tijdens het late Krijt leefde in het gebied van het huidige Oezbekistan. De enige benoemde soort is Itemirus medullaris.

## Vondst en naamgeving
In 1958 werd er in de sovjetrepubliek Oezbekistan in de Beleutinskaja Swita, in de Qizilqumwoestijn bij Itemir, een dorp op de rug van de Dzharakuduk, een gedeeltelijke hersenpan gevonden van een dinosauriër. In 1976 werd deze door Sergej Koerzanow benoemd en beschreven als de typesoort Itemirus medullaris. De geslachtsnaam verwijst naar Itemir. De soortaanduiding verwijst naar het hersendeel dat het fragment omvatte: de medulla oblongata.
Het holotype, PIN 327/699, is gevonden in lagen van de Bissektiformatie die dateren uit het middelste tot bovenste Turonien, ongeveer 91 miljoen jaar oud. Het bestaat uit een schedelbasis, enkele centimeters hoog, die gezien de vergroeiing van de beennaden toebehoort moet hebben aan een volwassen individu. Naar voren toe houdt het fragment midden in de hersenpan op zodat de hersenholte zichtbaar wordt inclusief een recessus interacusticus, een kamer tussen de middenoren; aan de zijkanten zijn de lange zijuitsteeksels, de processus paroccipitales, afgebroken.

## Kenmerken en fylogenie
De gebrekkige gegevens hebben de onderzoekers voor een raadsel gesteld bij welke groep Itemirus hoorde. De grootte van het fragment duidt op een klein dier, hooguit enkele meters lang. Dat zou wijzen op een plaatsing in de Coelurosauria. De goed ontwikkelde processus basipterygoidei suggereren echter een verwantschap met de Tyrannosauridae. In Koerzanows tijd werd nog niet begrepen dat die ook coelurosauriërs zijn en hij plaatste daarom Itemirus in een eigen Itemiridae die de zustergroep zou zijn van de Tyrannosauridae; beide groepen samen zouden verwant zijn aan de Dromaeosauridae maar alle drie de groepen werden in de Carnosauria, niet de Coelurosauria, geplaatst.
Een studie van Philip Currie uit 1993 onderzocht onder andere de verwantschap met Troodon. In 1998 wees Daniel Chure erop dat de diepe uithollingen op de basipterygoïden leken op die van Stokesaurus, zij het dat verschillende andere kenmerken op een meer basale positie wezen. Itemirus werd begin eenentwintigste eeuw daarom vaak als een lid van de Tyrannosauroidea gezien. In 2004 echter meldde Hans-Dieter Sues de vondst van aanvullend materiaal dat zou bestaan uit tanden, hersenpannen en skeletfragmenten. De onbeschreven vondsten zouden aantonen dat het om een lid van de Dromaeosauridae zou gaan. Problematisch is echter dat ze ook zouden wijzen op een lichaamslengte van vijf à zes meter, een stuk groter dan het volgroeide holotype. Misschien dat het gaat om een groter taxon waarvan de verwantschap echter eenduidig kan worden vastgesteld. Uitgaande van de werkhypothese dat het een dromaeosauride betreft, heeft Currie in 2009 de soort ingevoerd in de datamatrix van een kladistische analyse van alleen de dromaeosauriden. Itemirus bleek dan uit te vallen in de Velociraptorinae, als de zustersoort van Velociraptor. Door het geringe aantal kenmerken waarvoor gecodeerd kon worden, is deze uitslag zeer onbetrouwbaar.
Mits Itemirus een dromaeosauride is, heeft hij enkele unieke eigenschappen voor deze groep: de takken van de arteria carotis interna die via de fossa hypofysealis de hersenpan binnendringen, vloeien samen; het achterste foramen voor deze binnenste halsslagader bevindt zich in de voorste recessus temporalis; er is slechts een kleine recessus oticus, oorholte.